# هایکه درکسله
هایکه درکسله (آلمانی: Heike Drechsler؛ زادهٔ ۱۶ دسامبر ۱۹۶۴) سیاست‌مدار و دونده اهل آلمان است. وی در مسابقات کشوری و بین‌المللی در مجموع برندهٔ ۱۱ مدال طلا، ۴ مدال نقره، ۴ مدال برنز شده‌است.